# Социология культуры
Социоло́гия культу́ры (англ. Sociology of culture), культу́рсоциология (нем. Kultursoziologie) — отраслевая социологическая теория, объектом изучения которой являются закономерности функционирования и развития культуры в обществе, а также складывание, усвоение, сохранение и дальнейшая передача культурных норм, идей, ценностей, образцов поведения, представлений, которые выступают в качестве регуляторов отношений между людьми, а также взаимоотношения общества и природы.

## История
Термин социология культуры был впервые употреблён Максом Адлером.
Предметом изучения социологии культуры Адлер считал социальные факторы становления и существования культурных ценностей и норм. Но данное определение предмета социологии культуры не было принято на Западе большинством последующих её исследователей, а Адлера критиковали по той причине, что в философской и общественно-политической литературе такие понятия, как «общество» и «культура», за очень редкими исключениями, применялись как тождественные. А также считалось, что нет смысла подменять социологию как таковую социологией культуры. Например создатель культурологии Лесли Уайт считал, что социология бессильна в том, чтобы чётко размежевать культурное и социальное, поскольку, по его мнению, она рассматривает культуру только как отдельную грань социальных взаимосвязей, хотя общество является функцией культуры.
Карл Мангейм определял социологию культуры как специфическую разновидность интерпретации произведений культуры.
Структурный функционализм Толкотта Парсонса способствовал сильному сужению предмета социологии культуры, поскольку в его основании лежит культурный детерминизм и, следовательно, культура рассматривается как краеугольный камень для существования и развития всех областей жизнедеятельности общества.

## Области исследования
В западноевропейской социологической науке социология культуры является собирательным понятием, поскольку сюда относят социологию кино, социологию музыки, социологию театра и другие направления культурных исследований. А неоднозначность в определении понятия «культура» приводит к тому, что возникает множество самых разных подходов в зарубежной и отечественной научной мысли. В широком смысле социология культуры является не просто одной из отраслей социологии, а охватывает всю сложность общественной жизни, рассматривая её под своим особым углом зрения. Культура содержится в любой целенаправленной области социальной деятельности человека: быт, труд, здравоохранении, политика и т. д. Таким образом можно говорить о социальной деятельности, которую человек направляет на наиболее полное развитие заложенных в нём способностей и на воплощение в жизнь своих общественных целей. В узком смысле культура представляет собой достаточно самостоятельную систему, которая охватывает духовную сферу.
При социологическом подходе к изучению культуры важным является её аксиологическая сторона, где выделяется её ценностное содержание. Это помогает объединить отдельные части культуры в целостную систему, которая на разных уровнях иерархии обеспечивает их взаимосвязь: в целом общества или отдельных социальных групп и личностей. Изначально существует непосредственная связь аксиологизации культуры с теми положительными свойствами, которыми её наделяют. При этом внимание заостряется не только на уровне развития общества, но и на тех целях, ради которых используются плоды и достижения человеческих рук и ума. А также обращается пристальное внимание на то, служат ли они разностороннему личностному развитию, применяются ли в гуманистических целях и т. д. При этом человек в одном и то же время выступает, как в качестве объекта, так и субъекта культурного развития. В свою очередь культура рассматривается как способ гуманизации и гармонизации человека и общества. Социология культуры выполняет одну из важнейших задач — социологическое изучение ступеней складывания ценностей, которые включают интересы, предпочтения и ориентации. Всё это создаёт широкую возможность перейти от количественного анализа к качественному, а также совершенствованию методов измерения культурных явлений.

## В России
Социологическое изучение культуры в России началось только в 80-е годы XX века и нашло своё отражение в работах Л. Н. Когана, Л. Г. Ионина, А. И. Шендрика и др.